# Gottfried Semper
Gottfried Semper (29 tháng 11 năm 1803 – 15 tháng 3 năm 1879) là một kiến trúc sư và nhà lý thuyết kiến trúc, một nhà phê bình nghệ thuật và một giáo sư đại học người Đức. Ông là người đã xây dựng Semperoper (Nhà hát opera) ở thành phố Dresden vào khoảng những năm từ 1838 đến 1841. Vào năm 1849, ông tham dự vào cuộc Nổi dậy tháng 5 và bị chính phủ truy nã. Semper lánh sang Zurich một thời gian và sau đó là London. Sau cùng, ông quay về Đức vào năm 1862 sau một lệnh ân xá của chính phủ cho các nhà cách mạng.
Về lý thuyết kiến trúc, Sempers đặc biệt quan tâm xuống nguồn gốc của kiến trúc. Ông viết tác phẩm "Bốn yếu tố của kiến trúc" (Die vier Elemente der Baukunst) năm 1851 và ông đóng một vai trò quan trọng trong cuộc tranh cãi về tính đa dạng của kiến trúc Hy Lạp cổ đại. Năm 1852, sau khi tham dự cuộc Triển lãm thế giới tại London, Sempers viết tác phẩm "Khoa học, công nghiệp và nghệ thuật" (Wissenschaft, Industrie und Kunst) báo hiệu sự thay đổi trong phương thức sản xuất sẽ ảnh hưởng đến thẩm mỹ kiến trúc giai đoạn đó.